# An-Nàssir Yússuf ibn al-Aziz
Al-Màlik an-Nàssir Salah-ad-Din Abu-l-Mudhàffar Yússuf ibn al-Aziz Abu-l-Mudhàffar Ghiyath-ad-Din Muhàmmad ibn adh-Dhàhir Ghazi —àrab: الناصر يوسف بن محمد بن غازي بن يوسف, an-Nāṣir Yūsuf b. Muḥammad b. Ḡāzī b. Yūsuf—, més conegut simplement com a an-Nàssir Yússuf ibn al-Aziz o an-Nàssir Yússuf (Alep, 1 d'agost de 1230 - Maragha, setembre o desembre de 1260) fou emir aiúbida de Damasc i d'Alep.
Era fill de l'emir al-Aziz ibn adh-Dhàhir (net de Saladí) i, per tant, era besnet de Saladí. La seva mare era Fàtima, filla d'al-Kàmil. A la mort del seu pare el 5 de novembre de 1236 fou proclamat nou emir, i com que era menor d'edat la regència va correspondre a la seva àvia paterna Dayfa Khàtun bint al-Màlik al-Àdil (filla d'al-Àdil I).
Al-Àixraf ibn al-Àdil de Damasc va pretendre la successió a lo que es va oposar al-Kàmil ibn al-Àdil d'Egipte que la pretenia per a si mateix. Estava a punt d'esclatar la guerra quan al-Àixraf es va posar malalt i va morir pocs mesos després, el 27 d'agost de 1237. Al-Kàmil abans de poder ocupar Alep es va posar també malalt a Damasc i va morir el dimecres 6 de març de 1238, el que va permetre al jove An-Nàssir Yússuf conservar el principat. Dayfa Khàtun va reconèixer la sobirania del sultà Kaykhusraw II de Rum (1237-1246) el que es va reflectir a les monedes. En canvi es va oposar a l'atabeg de Mossul Badr-ad-Din Lulu i a les bandes de soldats corasmis.
La regent va morir el novembre del 1242 i llavors an-Nàssir Yússuf va agafar directament el poder quan tenia poc més de 12 anys, però assessorat pel visir Jamal-ad-Din Iqbal-ad-Dawla al-Khatuní i l'amir Xams-ad-Din Lulu al-Aminí, sota consells del qual va estendre el seu poder per quasi tot Síria. El 1243 els rumí foren derrotats a Köse Dagh i això va implicar que en endavant els mongols passaven a ser fronterers i van començar a fer ràtzies a Síria que de moment foren poc importants.
As-Sàlih Ayyub d'Egipte (1240-1249) amb el suport de les bandes de corasmis, es va apoderar el 1245 de Palestina i el maig va assetjar Damasc que es va rendir el novembre següent; as-Sàlih Ismaïl va rebre Baalbek i Bosra en compensació. Però els corasmis, que eren mercenaris, descontents amb as-Sàlih Ayyub, es van posar al servei del seu rival as-Sàlih Ismaïl, i van començar per aquest el setge de Damasc amb el suport també del senyor Izz-ad-Din de Salkhad (març del 1246); el setge fou greu i els habitants van quedar reduïts a haver de menjar gossos. Però Ibrahim al-Mansur d'Homs (1240-1246) i an-Nàssir Yússuf ibn al-Aziz d'Alep van formar coalició per enfrontar als atacants que temien acabarien controlant Síria si conquerien Damasc; fins i tot van buscar el suport dels croats d'Acre. Ibrahim al-Mansur va actuar a contracor, ja que salvar Damasc suposava reforçar el poder al sud de Síria del seu enemic as-Sàlih Ayyub d'Egipte, però finalment va decidir actuar i junt al seu aliat d'Alep va reunir bandes de turcmans i de beduïns mercenaris amb els quals es va dirigir a Damasc; les forces assetjants van abandonar Damasc i es van dirigir al nord i van enfrontar a l'exèrcit enemic prop del llac d'Homs, on les bandes coràsmies foren derrotades de manera tan completa (26 de maig de 1246) que quasi van quedar exterminades i el seu poder a Síria es va acabar per sempre. Llavors Ibrahim al-Mansur es va dirigir a Baalbek que estava defensada pel fill d'al-Salih Ismail, al-Mansur Mahmud, al que volia castigar per la seva aliança amb els corasmis o khwarizms; va capturar la ciutat fàcilment però en arribar a la ciutadella, que difícilment podia conquerir, es va retirar a Homs. Ibrahim al-Mansur va entrar a Damasc en nom d'al-Salih Ayyub, però es va instal·lar a Nayrab, a l'oest de la ciutat i va negociar amb el sultà d'Egipte un acord (que segurament buscava la cessió de Damasc); as-Sàlih Ayyub el va convidar al Caire a negociar i Ibrahim va acceptar però llavors es va posar malalt i va morir el 28 de juny de 1246 sent enterrat a Homs. As-Sàlih Ismaïl es va retirar a Alep on An-Nàssir Yússuf el va acollir i perdonar i va esdevenir el seu vassall.
El 1248 el general d'an-Nàssir Yússuf, Xams-ad-Din Lulu al-Armani o al-Amini, va avançar cap a Homs governada per al-Àixraf ibn al-Mansur (1246-1260) i després de dos mesos de setge el va obligar a capitular, obligant-lo a cedir Alep a canvi de Tell Bashir. El 1249 al-Àixraf ibn al-Mansur es va apoderar de Nisibin, Dara i Karkisiya que pertanyien a l'atabeg de Mossul Badr-ad-Din Lulu. Diyar Bakr i Diyar Rabia reconeixien la sobirania d'Alep.
A la mort de Turan-Xah ibn as-Sàlih Ayyub, sultà d'Egipte i Damasc, ela amirs de Damasc van proclamar sultà a an-Nàssir Yússuf ibn al-Aziz, entrant a aquesta ciutat el juliol de 1250. Per venjar a Turan Shah a preparar una expedició a Egipte (on al-Àixraf II fou posat nominalment al tron sense tenir el poder) i va negociar l'aliança amb el rei Lluís IX de França sense resultat. L'expedició a Egipte fou rebutjada a la batalla de Gaza (octubre de 1250) guanyada per l'amir egipci Faris al-Din Aktay. An-Nàssir no es va desanimar i va preparar una nova expedició que va sortir de Damasc el gener de 1251 i a principis de febrer va lliurar la batalla d'al-Abbasa; tenia la victòria a la mà quan la traïció dels seus mamelucs turcs va capgirar el resultat. An-Nàssir Yússuf va haver de fugir i alguns prínceps van caure presoners; l'amir Xams-ad-Din Lulu va morir en la batalla. Faris al-Din Aktay, el vencedor, va penetrar a Palestina i va ocupar Nablus i altres ciutats importants, fins que un nou exèrcit sirià aixecat per an-Nàssir Yússuf va aturar el seu avanç. Després de llargues negociacions es va ajustar la pau la primavera del 1253. Yússuf renunciava a Egipte i era reconegut a Damasc.
El 1259 quan es van presentar els mongols, an-Nàssir Yússuf va fer submissió immediatament i va enviar al campament mongol regals. Quan va pensar que els altres prínceps l'ajudarien contra l'amenaça, va canviar el to i va respondre amb paraules provocadores a un missatge d'Hulagu i aquest va assetjar Alep. An-Nàssir Yússuf que era a Damasc, va pensar a anar contra els mongols i obligar-los a aixecar el setge, però abans va intentar obtenir ajut d'altres prínceps i va enviar missatgers arreu. Cap va respondre a la seva crida i mentre Alep va caure en mans dels mongols (gener del 1260) i fou saquejada, i an-Nàssir Yússuf va desistir de fer l'expedició. No tenia altre remei que abandonar Damasc i marxar al sud cap a Gaza on va intantar una aliança o quasi una submissió amb els mamelucs. Hamat (la dinastia va subsistir com a vassalla), Baalbek i Damasc foren ocupades pels mongols tot seguit. Homs va quedar com estat vassall. Finalment an-Nàssir Yússuf es va rendir a les forces d'Hulagu manadfes per Kitbuga (o Kitbuka) i va quedar presoner a Maragha. Després de la batalla d'Ayn Djalut (3 de setembre de 1260) o bé després de la primera batalla d'Homs en què els mongols manats pel mateix kan Hulagu foren derrotats per Bàybars I d'Egipte, el 10 de desembre de 1260, l'Il-kan va ordenar l'execució d'an-Nàssir Yússuf i tots els membres mascles de la família excepte el seu fill al-Aziz Muhammad.
Amb ell es va acabar la branca aiúbida d'Alep i Damasc. És considerat un home pietós i poc amant dels plaers, erudit i poeta.
Els aiúbides, que ja havien perdut el soldanat del Caire a mans dels mamelucs quedaven definitivament esborrats dels seus antics dominis egipcis i sirians.